# Flippity y Flop
Flippity y Flop fueron un dúo cómico de personajes de dibujos animados, un gato antropomórfico y un canario. Aparecieron en 5 cortometrajes animados teatrales desde 1945 a 1947 por Screen Gems para Columbia Pictures. Las travesuras de Flop el gato y Flippity el canario fueron similares a las de Piolín y el gato Silvestre de Warner Bros. Cartoons. Sin embargo, a diferencia de Piolín, Flippity tuvo que depender de Sam el perro doméstico para protegerlo de Flop. Flippity y Flop solo aparecieron en cuatro caricaturas antes de que Screen Gems fuera reemplazado por United Productions of America en 1947. Su popularidad nunca llegó a ser tan grande como la de las estrellas de dibujos animados de Columbia, Fauntleroy Fox y Crawford Crow. Flippity y Flop volvieron en formato de cómics publicados por DC Comics hasta 1962.

## Filmografía

#### Lista de cortos
1. Dog, Cat, and Canary (5 de enero de 1945)
2. Catnipped (14 de febrero de 1946)
3. Cagey Bird (18 de julio de 1946)
4. Silent Tweetment (19 de septiembre de 1946)
5. Big House Blues (6 de marzo de 1947)